# Moros i Cristians de Saix
Les festes de Moros i Cristians de Saix se celebren de l'1 al 5 de febrer en honor de Sant Blai, patró de la vila des de 1627. Encara que el començament data d'aquest moment, l'estructura actual de les festes comença a forjar-se a la fi del segle xviii i principis del segle xix. Rememoren la Reconquesta de Saix per les tropes de Jaume I el 1239.

## Història
Va ser el 1627 quan els saixencs van prometre amb els seus vots a Sant Blai que celebrarien "Des d'ara i per sempre" la festivitat del Sant per demostrar la seua devoció i agraïment per haver-los alliberat d'una epidèmia de diftèria.
Aquest jurament és renovat tots els anys el dia 26 de desembre, on es presenten els comptes davant el poble.
Originalment, la festa era només un acte religiós que se celebrava el dia del Sant, 3 de febrer. Aquest dia, els veïns realitzaven uns trets d'arcabús ("salves") i unes danses (en l'actualitat, aquesta sèrie d'actes es duen a terme en la festivitat de Sant Sebastià).
Aquesta festivitat té el seu origen en festejos d'índole religiosa, militar i popular.

## Durada de les festes
El 1889, s'amplia als 5 dies que duren en l'actualitat (de l'1 al 5 de febrer), com assenyala el primer programa d'actes que ha arribat als nostres dies.

#### Majordomia de Sant Blai
És el poble qui dirigeix les Festes de Saix, mentre que la Majordomia resulta l'encarregada d'executar les decisions adoptades en el mateix.
Aquesta institució va ser constituïda legalment el 1980. No obstant això, el seu procés de creació es remunta a l'any 1965, quan es crea l'Associació de Comparses, sota l'empara de la llei d'associacions, de 24 de desembre de 1964. Cinc anys després, s'integra en la Majordomia de Sant Blai, inclosos els presidents de les comparses, l'alcalde, rector, el comandant de lloc de la Guàrdia Civil i dos majordoms per comparsa. El 1977, s'amplia la llista d'autoritats amb la integració del regidor de festes de l'Ajuntament.
No obstant això, les fonts documentals relaten una institució més que centenària. Al primer programa de festes que es conserva, que data de 1889, apareix la figura del “majordom”, encarregat de recaptar fons per a les Festes de Sant Blai.
Això no obstant, no és el primer programa la primera cita d'aquesta institució, sinó que Bernardo Herrero Ochoa, en el seu llibre “Historia de Sax”, en el qual narra la seua experiència durant els anys que va exercir com a metge en aquest poble, ja defineix que des de mitjan segle xix la Majordomia, amb només dues persones, era l'encarregada de col·laborar a l'Ajuntament per a l'organització de les Festes.
Així doncs, la primitiva funció de la Majordomia era recaptar entre els veïns els diners necessaris per a les Festes. Des del seu inici el 1627 fins a molt avançat el segle xix no apareixen ajudes per part de l'Ajuntament al sosteniment d'aquesta festivitat, per la qual cosa es finançava d'aportacions voluntàries dels veïns compromesos mitjançant els vots a fer la Festa a Sant Blai.

### Càrrecs festers[calcitació]
Amb les incorporacions de les comparses es creen diferents càrrecs festers que representessin íntegrament a cada comparsa en els actes.
Els principals càrrecs festers són:

#### Capitania
- Capità, representat per un home, abillat amb el vestit oficial de cada comparsa que porta la bandera de la comparsa o una espasa.
- Capitana representant de la dona, abillada amb vestits confeccionats per artesans festers i que acompanya el capità.
- Patge, sol ser una xiqueta de poca edat que acompanya el capità (en altres localitats, sol anomenar-se rodella). En els actes de arcabusseria té un paper molt important, ja que amb el seu bastó obri la comparsa al costat del capità. Els trets d'aquest simbolitzen la protecció del seu capità, mentre que els joves patges responen amb l'execució d'uns passos tradicionals.

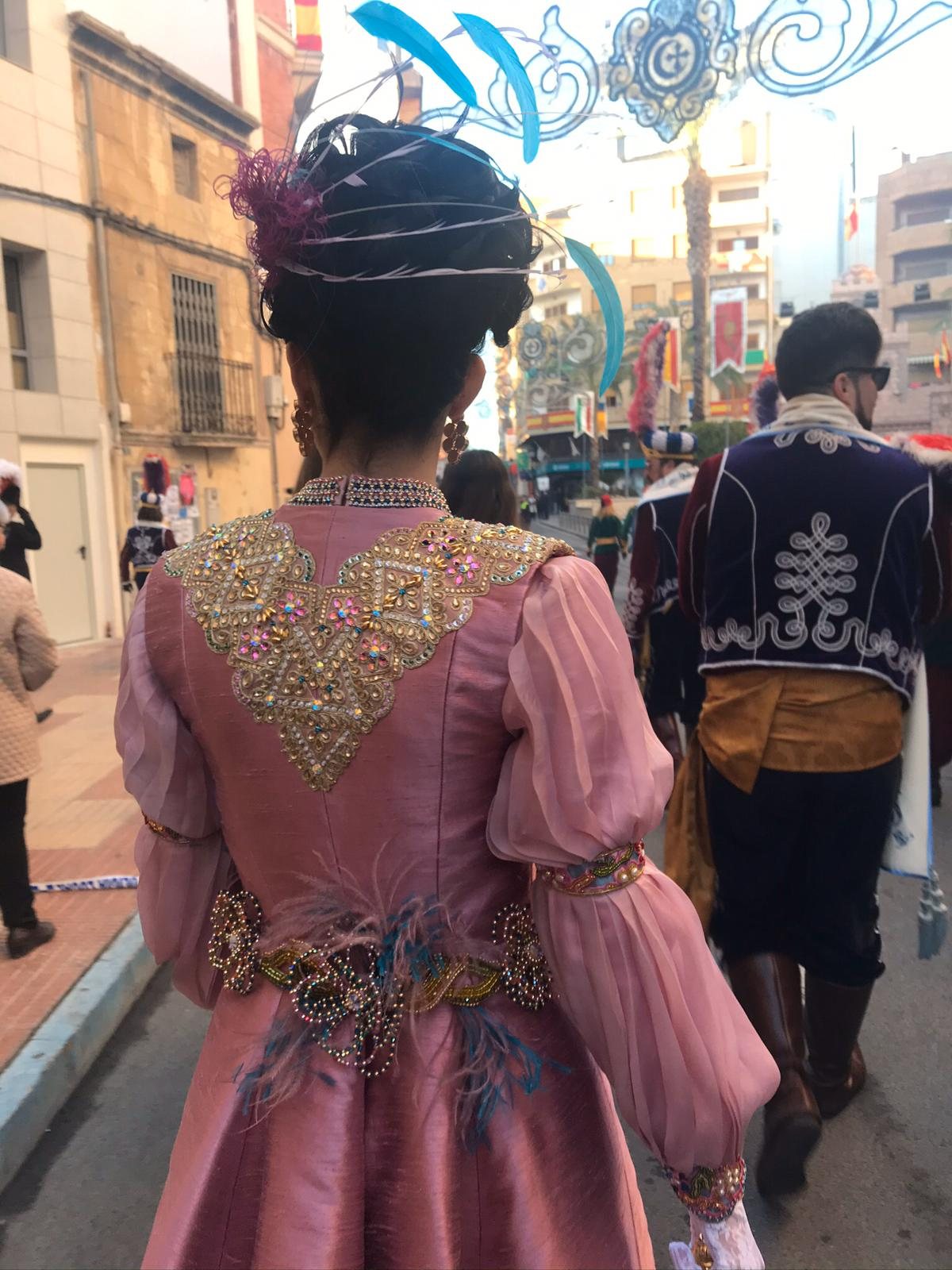
Esquena d'un vestit de capitana dels Marroquins.
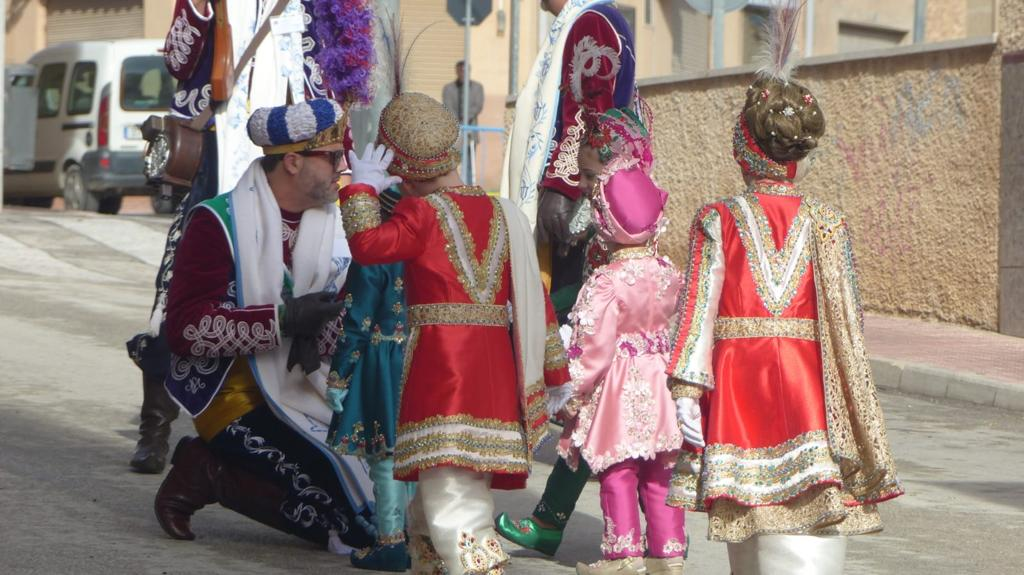
Patges durant un acte d'arcabusseria.
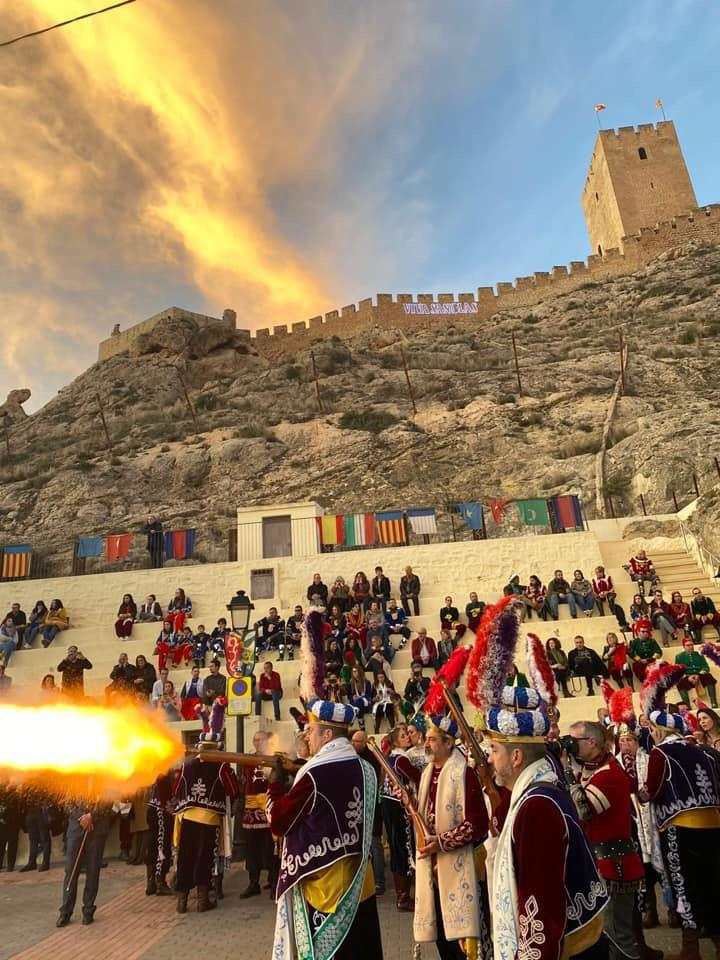
Capità disparant en l'ermita de San Blai.

#### Dames i Reines
La primera Reina data de 1965, l'origen de la qual és representar la dona saixenca a la festa i a altres localitats. En l'actualitat existeix una Dama que representa cadascuna de les comparses i una Reina que representa totes les dones de Saix. A partir de 1971 van aparéixer les Dames i Reines infantils. Abillades amb el vestit típic saixenc, davantal, mantellina, faldilla, mantó, etc. Quant a la seua elecció, el mes de setembre, durant la celebració del mig any fester, en un emotiu acte, l'atzar designa, entre les candidates, a qui representarà a la localitat durant el proper any.
És important destacar el paper de la dona en aquests anys: tant les dames, com les capitanes o patges. A la fi del segle xx, té lloc la plena participació de la dona a les Festes de Moros i Cristians de Saix. Les comparses, en la inscripció dels socis, ja no distingeixen per gènere, per la qual cosa té lloc l'equiparació de drets entre homes i dones.

## La pólvora
L'arcabusseria és un pilar identitari de les festes de Moros i Cristians de Saix.

### Regulació de l'arcabusseria
Els poders públics sempre han mirat amb recel l'ús de pólvora als carrers, tant en qüestió de coets com en pirotècnica.
La Nova Recopilació de 1567 ja recollia que “s'observe i guarde la prohibició de la fàbrica i venda de focs, i que no es puga tirar o disparar arcabús o escopeta carregada amb munició o sense ella, encara que siga amb pólvora sola dins dels pobles i dels seus Regnes”.
A causa de reiterades peticions de pobles valencians, 14 anys després, el Consell de Castella va començar a donar llicències als pobles amb festes centenàries que la sol·licitaren, com Alcoi (que la va aconseguir el 1785), Banyeres de Mariola (el 1786) o Ibi (el 1797).
Una vegada represes el 1814, després de la invasió francesa, ja no van ser censurades durant els dos segles següents, ni tan sols durant la primera, la Segona República ni la dictadura franquista.
Posteriorment, es va signar el Reglament d'Armes (Reial decret de 25 de setembre de 1981) que va prohibir l'arcabusseria al carrer, va determinar que els arcabussos són armes de foc i, per tant, estan intervinguts per la Guàrdia Civil, i només es podia disposar d'un quilo de pólvora per persona.
La Unió Nacional d'Entitats Festeres (UNDEF), conscient que moltes localitats comptaven amb el títol d'Interès Turístic Nacional, i d'altres, fins i tot internacional, va aconseguir que se suspenguera l'aplicació del Reglament d'Armes a les Festes de Moros i Cristians.
Aquesta excepció va ser reflectida en l'article 100 del Reial Decret de 9 de març de 1983, que assenyalava: “Excepte en casos de festejos tradicionals en què, prèvia autorització del Governador Civil, podran usar-se (els arcabussos) en llocs públics, únicament amb pólvora, però precisaran els certificats corresponents a les armes de foc".
L'assumpte va arribar fins a les Corts Valencianes el 2001, que van instar al Govern Central a regular una normativa adequada a la Festa.
La Directiva del Parlament i Consell de la Unió Europea, de 23 de maig de 2007, sobre “la proposta del mercat d'articles pirotècnics” ja preveu la distinció per al cas de “festivitats religioses, culturals i tradicionals dels estats membres”.
El Reial decret 976/2011, de juliol de 2011, en transposició de la Directiva 2008/51/CE del Parlament Europeu i del Consell de 21 de maig de 2008, que obliga a modificar el Reglament d'Armes de 1993, no obstant això, no introdueix canvis substancials en la tinença i ús de arcabussos, més que tindre autorització, usar en llocs públics només amb pólvora i passar revisió cada 3 anys.
No obstant això, el 4 de març de 2017 va arribar l'autèntica restricció que tantes suspicàcies ha aixecat. Es va publicar el Reial decret 130/2017, de 24 de febrer, pel qual s'aprova el Reglament d'Explosius, en el qual s'hi inclou la Instrucció Tècnica Complementària núm. 26 (ITC 26). Aquesta regula les manifestacions festives amb ús d'armes d'avantcàrrega. Aquestes restriccions han arribat a provocar que José Vicente Vaquer, president de la Majordomia de Sant Blai, denunciara les greus conseqüències de l'alt preu de la pólvora.

## Sant Blai

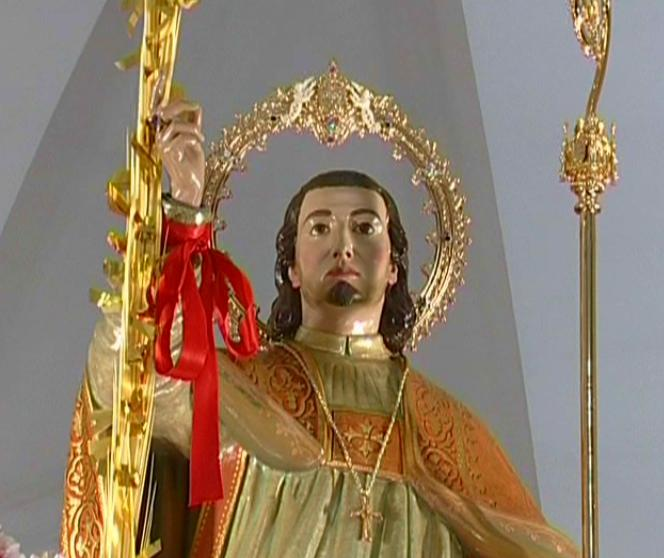
Efígie de Sant Blai, patró de la vila.

Les festes se celebren en honor de Sant Blai des de 1627. La imatge del Sant va ser feta a Burjassot per Francisco Marco el 1940, restaurada per Salvador Gil el 1961 i el 1983, i l'última restauració es va realitzar el 2001 per Leandro Martínez. Aquesta imatge és còpia de l'anterior, que pertanyia al Segle xvii i que va ser destruïda al març de 1936.
La imatge es troba a l'Ermita que porta el seu nom i únicament ix d'aquesta en la vesprada del 2 de febrer i hi torna el dia 4. El 2001 va partir en processó abans de la seua restauració per tots els carrers de Saix.

### La relíquia de Sant Blai
Al segle xvi, abans dels vots comentats anteriorment que van tenir lloc l'any 1627, ja existia devoció a Sant Blai per la relíquia que tenia el poble.
Com es descriu al Programa de Festes de 1953, per Francisco Juan i Marco, "consisteix en un trosset d'os de l'esmentat bisbe i màrtir".
Es desconeix la seua procedència. No obstant això, existeix la hipòtesi que, durant les Croades, arribara a Roma des d'Orient i, des d'allí, fora traslladada a Saix per la condició preceptiva de gran part del segle xvi que totes les Esglésies de nova consagració havien de tindre en la seua propietat relíquies de sants. El 1963, va ser obsequiat un nou reliquiari en plata i or al Patró Sant Blai pels devots Jesús Pastor i Anita Herrero, segons consta al peu del reliquiari. L'actual reliquiari data de 1979, també regalat per aquesta parella de saixencs, en assabentar-se que l'anterior obsequiat havia sofrit un accident i s'havia partit en dues peces.
Tant l'actual com l'anterior, reconstruït des de 2011, es troben en l'altar del Sant.

## Programa d'actes

### Dia 1
- A les 9.30 hores, Entrada de Bandes des del Pont Picayo.
- A les 10.45 hores, Acte d'Obertura de la Festa a la plaça de l'Ajuntament i Festa del Pasdoble.
- A la vesprada, a les 17 hores, des del tradicional Pont Picayo, dona començament l'Entrada Triomfal. Obriran la desfilada les Dames i Reines, seguides de les 8 comparses, començant pel bàndol cristià.
- A les 21.40 hores, comença l'Alegre Retreta. Des de la Plaça de l'Ajuntament, es recorreran els diferents carrers del nucli històric fins a arribar a l'Ermita del Sant Patró, on es realitza l'emotiva Salutació al Sant. Una vegada saludat per totes les comparses, es procedeix a la baixada de l'Ermita. L'acte finalitza amb la desfilada de Banderes a la Plaça Cervantes.

### Dia 2
- A les 8.30 hores, es realitza una cercavila anomenada "la diana", que comença a la Plaça de l'Ajuntament. Cada comparsa recorre el poble per recollir els seus capitans i despertar al poble. Cadascuna finalitza en els seus respectius locals, per realitzar el tradicional esmorzar de festes.
- A les 9.35 hores, dona començament la Processó de Candeles amb trets de arcabussos. Les diferents comparses escorten la imatge de la Mare de Déu de la Candelària.
- A les 13 hores, se celebra la Santa Missa en honor de la Mare de Déu de la Candelària.
- Després de la missa, acompanyament de Capitans als respectius locals.
- A les 17.15 hores, comença la Baixada del Sant acompanyada d'arcabusseria. Les Dames i Reines, Comparses i poble en general acompanyen a la venerada imatge de Sant Blai cap a l'Església de La nostra Senyora de l'Assumpció, on la imatge romandrà els propers dos dies.

### Dia 3 - Dia de Sant Blai
- A les 8.30 hores, "Diana". A diferència de la resta de dies, es diferenciaran els dos bàndols (bàndol cristià i bàndol moro, que s'alternen anualment l'ordre). En arribar a l'Ajuntament, cada comparsa es dirigeix als seus locals per realitzar l'esmorzar de festes.
- A les 9.50 hores, comença el singular Acte del Predicador, en el qual les Comparses acompanyen el Predicador que conduirà la Missa Major en honor del Sant Patró. Aquest acte es caracteritza perquè les Capitanes, Dames, Reines i festeres porten un ram de flors.
- A les 11 hores, té lloc la Missa Major.
- A les 12.30 hores, es duu a terme la Processó de Sant Blai, pels principals carrers de la ciutat.
- A la vesprada, a les 18.15 hores, les Dames i Reines inicien la Desfilada de Comparses i Entrada de l'Ambaixador Cristià. Aquest bàndol finalitza a la Plaça Cervantes, enfront del Castell, on té lloc l'Ambaixada Mora.

### Dia 4
- A les 8.30 hores, "Diana" de cada comparsa des de la Plaça de l'Ajuntament.
- A les 9.30 hores, Pujada del Sant. La imatge de Sant Blai, acompanyada de les comparses, torna a recórrer els principals carrers del nucli antic fins a la seua Ermita. A la seua arribada amb l'última comparsa, la de Cristians, tenen lloc les tradicionals "vueltecicas" a la Plaça de l'Ermita al so de la Marxa Reial.
- A la vesprada, a les 18.30 hores, es realitza a la Desfilada de Comparses i Entrada de l'Ambaixador Moro. A la seua arribada amb l'última comparsa, comença l'Ambaixada del Bàndol Cristià, que rememora les antigues gestes de la Reconquesta, per part dels Cristians de la Península.

### Dia 5
- A les 8.30 hores, "Diana" des de la Plaça de l'Ajuntament. Després d'ella, esmorzar en cada local.
- A les 10.30 hores, el poble de Saix es reuneix a la Plaça de Sant Blai per presenciar la Missa d'Acció de Gràcies.
- Una vegada finalitzada aquesta, té lloc la Rifa de Regals al Sant Patró. En aquest acte, qualsevol persona pot donar obsequis que es rifaran i la recaptació dels quals serà invertida en la cura de la Imatge de Sant Blas.
- Després de la rifa, amb la imatge de Sant Blai de testimoni, es procedeix al Canvi de Capitans. En aquest acte, els capitans ixents passen el testimoni als que exerciran el càrrec les properes festes.
- A la vesprada, a les 18.30 hores, les Reines i Dames obriran l'última Desfilada de Comparses i Nous Capitans.
- Després de la finalització de la desfilada, al voltant de les 21.10 hores, el poble es reunirà a la Plaça de l'Ajuntament, on es donaran per acabades les Festes, amb la desfilada de Banderes sota la reproducció de l'Himne Nacional i els focs artificials.

La publicació del primer programa d'actes de les Festes de Sant Blas que ha arribat als nostres dies data de 1889.
L'evolució dels actes va ser objecte de taula redona durant els dies 29 i 30 de novembre de 2013: "El ayer, el hoy y el futuro de las Fiestas de San Blas", organitzada per Vicente Herrero Santonja.

## Altres actes[calcitació]
El calendari fester no només se centra els 5 primers dies del febrer, sinó que durant tot l'any trobem actes repartits commemorant les festes i altres elements de la mateixa.
- Misses a Sant Blai: Tots els primers diumenges de mes se celebra missa en l'Ermita de Sant Blas dedicada a cadascuna de les comparses.
- Actes previs a les festes: Durant el mes de gener se celebren actes com a preludi dels 5 dies grans de febrer, entre els quals destaquen: Presentació de la Revista de Festes, Concurs de Gatxamigues, Exaltació de Capitans i Pregó de Festes.
- Homenatge als Patges: Una vegada arribada la primavera es realitza un acte de nova creació en què s'homenatja una de les figures més importants i volgudes en la localitat, Els Patges.
- Mig Any Fester: Una vegada finalitzat l'estiu comencen els actes que commemoren el Mig Any Fester, entre els quals destaquen: Sopar de Germanor i Cercavila Fester, Concurs de Sergents infantils i Elecció i Coronació de les Reines de Festes.
- Sopars de Germanor i Homenatge a la Dona Saixenca: Els últims mesos de l'any les Comparses celebren el seu sopar tradicional en què homenatgen els seus càrrecs festers, així com a altres càrrecs rellevants en les mateixes.
- Cabildo: Sens dubte l'acte que marca l'inici i el final del calendari fester és el dia del Cabildo. En el matí les comparses realitzen diverses cercaviles i menjars de germanor. Una vegada arribada la vesprada, les banderes de les diferents comparses es dirigeixen a l'Ermita de Sant Blai, on es realitza la tradicional reunió popular en la qual, entre altres punts, es tracten: Lectura i Aprovació dels Comptes, Presentació i Confirmació de l'Alcalde de Festes i Conformitat de Nous Capitans i Bandes de Música.